# II. třída okresu Hodonín
 II. třída okresu Hodonín (okresní přebor II. třídy) tvoří s ostatními skupinami II. třídy osmou nejvyšší fotbalovou soutěž v České republice. Hraje se každý rok od léta do jara se zimní přestávkou. Na konci ročníku nejlepší dva týmy postupují do I. B třídy Jihomoravského kraje (do skupiny C) a dva nejhorší týmy sestoupí do III. třídy okresu Hodonín.

## Vítězové
| Ročník    | Vítězný tým                                       |
| --------- | ------------------------------------------------- |
| 1956      | TJ Sokol Dolní Bojanovice                         |
| 1957/1958 | ...                                               |
| 1958/1959 | TJ Sokol Dolní Bojanovice                         |
| 1959/1960 | ...                                               |
| 1960/1961 | TJ Jiskra Kyjov                                   |
| 1961/1962 | ...                                               |
| 1962/1963 | TJ Sokol Dolní Bojanovice                         |
| 1963/1964 | TJ Lokomotiva Veselí nad Moravou                  |
| 1964–1973 | ...                                               |
| 1973/1974 | TJ Sokol Vracov                                   |
| 1974/1975 | TJ Družstevník Milotice                           |
| 1975/1976 | TJ Sokol Kněždub                                  |
| 1976–1978 | ...                                               |
| 1978/1979 | TJ Družba Bukovany                                |
| 1979–1983 | ...                                               |
| 1983/1984 | TJ Jiskra Kyjov „B“                               |
| 1984–1989 | ...                                               |
| 1989/1990 | TJ Velkovýkrmny Mutěnice                          |
| 1990/1991 | TJ Baník Dubňany                                  |
| 1991/1992 | TJ Kordárna Velká nad Veličkou                    |
| 1992/1993 | TJ Sokol Petrov                                   |
| 1993/1994 | SK Kontakt Milotice                               |
| 1994–2003 | ...                                               |
| 2003/2004 | FK Blatnice pod Svatým Antonínkem                 |
| 2004/2005 | TJ KEN Veselí nad Moravou                         |
| 2005/2006 | TJ Sokol Vlkoš                                    |
| 2006/2007 | FK Mutěnice „B“                                   |
| 2007/2008 | TJ Sokol Kněždub                                  |
| 2008/2009 | TJ Družstevník Starý Poddvorov                    |
| 2009/2010 | TJ Baník Mikulčice                                |
| 2010/2011 | SK Spartak Svatobořice - Mistřín                  |
| 2011/2012 | TJ FK Sokol Lovčice                               |
| 2012/2013 | TJ Baník Mikulčice                                |
| 2013/2014 | TJ ZEMAS Hovorany                                 |
| 2014/2015 | TJ FK Sokol Lovčice                               |
| 2015/2016 | TJ Jiskra Strážnice                               |
| 2016/2017 | SK Kozojídky                                      |
| 2017/2018 | FK Šardice                                        |
| 2018/2019 | TJ KOVO Ždánice                                   |
| 2019/2020 | FK Agro Vnorovy (neúplný ročník)                  |
| 2020/2021 | SK Spartak Svatobořice - Mistřín (neúplný ročník) |

Poznámky:
- 1983/84: O titul okresního přeborníka se utkali vítězové obou skupin OP – mužstvo TJ Jiskra Kyjov „B“ zvítězilo v obou zápasech nad TJ Statek Veselí nad Moravou (doma 2:0, venku 2:1).[9]